# Marisela Morales (neurocientífica)
Marisela Morales es una neurocientífica mexicana radicada en Estados Unidos la cual se especializa en la neurobiología de la adicción a las drogas. Es investigadora senior del Instituto Nacional sobre Abuso de Drogas, el cual forma parte de los Institutos Nacionales de Salud.

## Primeros años
Completó una licenciatura en bioquímica y microbiología en el Instituto Politécnico Nacional. Posteriormente obtuvo una maestría y doctorado en bioquímica y biología celular en el Instituto de Biología Experimental de la Universidad de Guanajuato. Fue investigadora postdoctoral en la Universidad de Colorado en Boulder bajo la dirección de Eva Fifková y en Scripps Research bajo la dirección de Floyd E. Bloom.

## Carrera

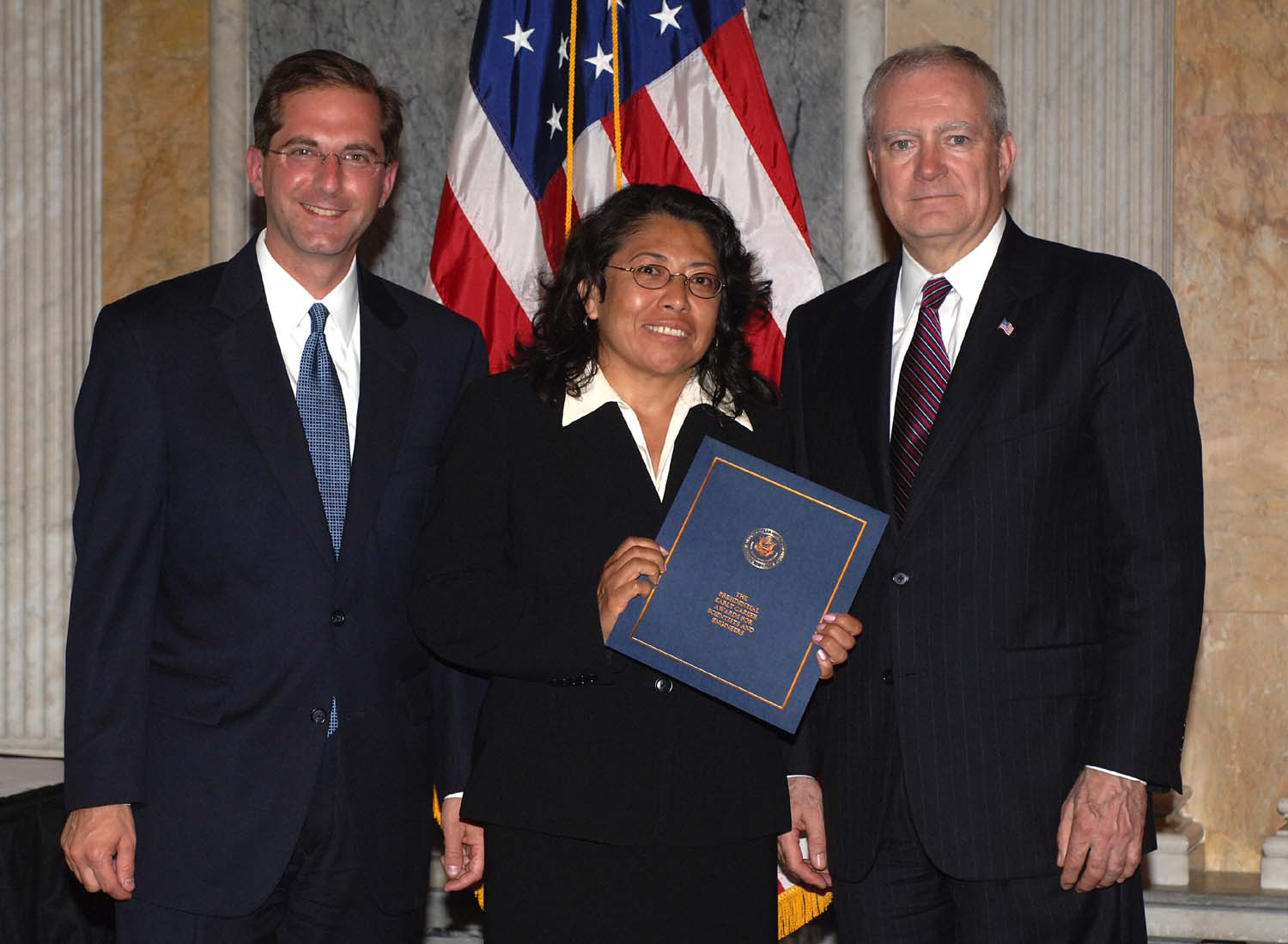
Alex Azar y Morales en la ceremonia de PECASE (2004)

En 2004, ganó el  Premio Presidencial de Carrera Temprana para Científicos e Ingenieros (PECASE) por su investigación utilizando una combinación de biología molecular y microscopía de alta resolución para identificar y estudiar las redes neuronales del cerebro que participan en la biología de varias drogas de abuso.
Es investigadora principal en el Instituto Nacional sobre Abuso de Drogas. Trabaja en la sección de redes neuronales en la rama de investigación en neurociencia integrativa.

### Investigación
Investiga las moléculas, células y vías neuronales centrales para la neurobiología de la adicción a las drogas. Aplica enfoques experimentales anatómicos, moleculares, biológicos celulares y electrofisiológicos. Las investigaciones de su laboratorio se centran en dos cuestiones: ¿cuál es el circuito cerebral a través del cual las drogas adictivas ejercen sus efectos adictivos y cuáles son las neuroadaptaciones en este circuito que acompañan la transición del consumo recreativo de drogas al consumo compulsivo?
Investiga las propiedades neuronales y la conectividad sináptica del área tegmental ventral (ATV) para obtener una mejor comprensión de las interacciones del ATV con otras estructuras cerebrales en el procesamiento e integración de la información subyacente a los comportamientos asociados con la neurobiología de las drogas de adicción.